# Brooklyn (uitgeverij)
Brooklyn is een Nederlandse uitgeverij die in 2017 is opgericht door Aart Hoekman, voormalig redacteur bij uitgeverij Atlas Contact. Brooklyn geeft onder andere boeken uit van Maarten Biesheuvel, John Updike en Walter Tevis en richt zich zowel op nieuwe boeken als op heruitgaven. De uitgeverij is gevestigd in Leiden.